# Isona i Conca Dellà
Isona i Conca Dellà là một đô thị trong tỉnh Lleida, cộng đồng tự trị Cataluña Tây Ban Nha. Đô thị Isona i Conca Dellà có diện tích là 135,3 ki-lô-mét vuông, dân số năm 2009 là 1150 người với mật độ 8,5 người/km². Đô thị Isona i Conca Dellà có cự ly km so với tỉnh lỵ Lleida.